# Kroniki birmańskie (komiks)
Kroniki birmańskie (tytuł oryginalny: Chroniques birmanes) – autobiograficzna powieść graficzna autorstwa kanadyjskiego twórcy komiksowego Guy Delisle'a, opublikowana w oryginale po francusku w 2007 przez francuskie wydawnictwo Delcourt. Polskie tłumaczenie ukazało się w 2008 nakładem oficyny Kultura Gniewu. Kroniki birmańskie nawiązują stylem i fabułą do innych autobiograficznych prac Delisle'a: Shenzhen (2000), Pjongjangu (2003) i Kronik jerozolimskich (2008). 

## Fabuła
Guy Delisle wyjeżdża do Birmy za żoną, która pracuje tam jako wysłanniczka organizacji Lekarze bez Granic. Opisuje swoją codzienność: ludzi, kulturę, dyktaturę panującą w Birmie. Popada w depresję, która nakłada się na obowiązki w zakresie wychowania syna, Louisa. Marzy też o spotkaniu ze słynną więźniarką polityczną Aung San Suu Kyi, jednak ciągle napotyka przeszkody w realizacji tego planu.